# 李玉环
李玉环（1964年—），辽宁兴城人，女，满族，中华人民共和国政治人物、第十二届全国人民代表大会辽宁地区代表。
毕业于天津财经大学工商管理专业。现任凯森蒙集团有限公司法定代表人，总经理。是全国人大代表、辽宁省人大代表、葫芦岛市和兴城市人大委员、葫芦岛市企业家协会副会长，辽宁省中小企业联合会副会长，葫芦岛市工商联副主席、兴城市工商联合会主席，先后荣获全国劳动模范、全国五一劳动奖章、全国巾帼标兵、辽宁省“劳动模范”、辽宁省“巾帼标兵”、辽宁省“三八红旗手”、辽宁省“优秀乡镇企业家”，葫芦岛市“劳动模范”、“青年兴业带头人”、“十大青年企业家”、“十大杰出女性”、“下岗再就业明星”等荣誉称号。
2013年，被选为全国人大代表。2016年因涉嫌贿选被认定当选无效。